# Dünwald
Dünwald è un comune di 2.356 abitanti della Turingia, in Germania.
Appartiene al circondario (Landkreis) dell'Unstrut-Hainich-Kreis (targa UH) ed è indipendente delle comunità amministrative (Verwaltungsgemeinschaft).